# Maurice Evans
Maurice Evans, född 3 juni 1901 i Dorchester, Dorset, död 12 mars 1989 i Rottingdean, East Sussex, var en brittisk skådespelare, känd för sina tolkningar av karaktärer skapade av William Shakespeare. Han är troligen mest känd för rollerna som Dr. Zaius i Apornas planet och som Samantha Stephens far Maurice i Bewitched.
Evans avled i en hjärtsvikt till följd av en bronkial infektion vid 87 års ålder.

## Filmografi i urval
- 1964–1972 – Bewitched (TV-serie)
- 1966–1968 – Läderlappen (TV-serie)
- 1968 – Apornas planet
- 1968 – Rosemarys baby
- 1970 – Bortom apornas planet
- 1975 – Columbo (TV-serie)
- 1975 – Supernollan